# 小行星6463
小行星6463（英語：6463 Isoda）是一颗围绕太阳公转的小行星。1994年1月13日，圓舘金、渡邊和郎在北见发现了此天体。
这颗小行星的绝对星等为78.32423241618247等。